# Trebbo poetico
Il Trebbo poetico è una manifestazione legata alla poesia italiana. Nata a Cervia nel 1956, durò fino al 1960.

## Caratteristiche
L'idea di presentare la lettura di testi poetici a contatto col pubblico, anticipatrice delle moderne letture pubbliche (reading, in lingua inglese) fu dovuta a due giovani appassionati di poesia: Walter Della Monica (1927-2023) e l'attore Antonio ("Toni") Comello. I due si ispirarono alla tradizione romagnola del trebbo. La manifestazione contribuì a diffondere la cultura poetica a livello nazionale.
Le serate erano un excursus attraverso la poesia di tutti i tempi: autori come Dante, Petrarca, Foscolo, Manzoni, Carducci, Pascoli, e ancora Saba, Cardarelli, Ungaretti, Montale, Quasimodo, Gatto, Caproni, Sereni, Pasolini ed altri poeti italiani (e anche stranieri), grazie al Trebbo poetico vennero restituiti alla gente in tutta la loro freschezza.
Con questa iniziativa Comello e Della Monica ricevettero il plauso del pubblico più disparato, in Italia e all'estero, degli stessi poeti letti al popolo, di commentatori e critici letterari, conquistandosi citazioni nei più accreditati dizionari della lingua italiana e divenendo anche oggetto di tesi di laurea. Ad essi dobbiamo inoltre il successivo dilagare del fenomeno delle pubbliche performance, proposte da attori noti quali Carmelo Bene, Vittorio Gassman, Roberto Benigni.
Il programma del Trebbo poetico prevedeva un discorso iniziale, in cui Della Monica o Comello spiegavano il significato delle poesie in programma (il pubblico del Trebbo era variegato ed eterogeneo). Seguiva una prima parte, dedicata alla lettura di poesie del passato (da Dante a Giovanni Pascoli), e una seconda parte, dedicata alla lettura di testi di poeti contemporanei. L'iniziativa riscosse subito uno straordinario successo, tanto che i due ideatori riuscirono a riproporla in tutte le regioni d'Italia. Diversi eventi di questo genere furono organizzate anche all'estero, nei paesi in cui era rilevante la presenza di immigrati italiani.

## Storia
Il primo incontro tra Comello e Della Monica risale al 1953 a Milano Marittima; la prima idea di serata poetica tuttavia si concretizzò solo alla fine dell'estate del 1955. Della Monica introdusse e Comello recitò poesie e declamò versi. La buona risposta di pubblico spinse Della Monica convincere l'allora sindaco cervese Gino Pilandri a ripetere l'iniziativa in forma più ufficiale il 7 gennaio 1956 presso una sala dell'asilo comunale di Cervia; fu ripetuta due giorni dopo a Ravenna.
Il successo di questi primi due trebbi portò alla loro moltiplicazione; nel solo '56 se ne contarono diciannove nella Romagna, tanto da catturare l'attenzione di Giuseppe Ungaretti che scrisse personalmente a Comello il 9 aprile. Ungaretti fu quindi chiamato a presiedere la giuria del "Premio Trebbo Poetico città di Cervia". I trebbi uscirono dai confini nazionali grazie all'incentivo dell'E.N.A.L., struttura turistica che capì subito il vantaggio pubblicitario di tale manifestazione. Nel 1957 vennero organizzati assieme agli Istituti italiani di cultura, una serie di trebbi per i minatori italiani: Stoccarda, Ludwigsburg, Monaco di Baviera e nel 1959 in varie città dei Paesi Bassi.
La storia del Trebbo poetico terminò nel 1960, quando il sodalizio tra Comello e Della Monica si sciolse.
L'ultima serata si tenne il 18 giugno 1960 a Ravenna, in occasione del «II Concorso nazionale di recitazione». Dopo questa data, Comello continuò performance artistiche che non raggiunsero però il successo del Trebbo.
Grazie alla loro iniziativa, il termine trebbo entrò nei più qualificati dizionari della lingua italiana, dal Vocabolario Treccani al Panzini-Migliorini, dallo Zingarelli al Devoto-Oli.

## Fonti
L'integrale carteggio del Trebbo poetico è stato donato al Fondo Manoscritti dell'Università di Pavia nel 1992. Una ricostruzione del periodo del trebbo poetico si può ritrovare nel volume Cinquant'anni fa il primo Trebbo poetico della poesia italiana di ogni tempo di Natascia Ferrini.
Al Trebbo Poetico sono intitolate una piazzetta a Ravenna ed un largo a Cervia.